# Zdeněk Menoušek
Zdeněk Menoušek (* 20. října 1967) je český fotbalový trenér a bývalý hráč.

## Hráčská kariéra
V československé a české lize nastoupil celkem ve 23 utkáních za FC Vítkovice. Na konci 80. let hrál druhou ligu na vojně ve VTJ Tábor, na jaře 1994 a na podzim 1994 hrál druhou ligu za FC LeRK Brno. Na jaře 1995 hrál třetí ligu za VT Chomutov.

### Ligová bilance
| Ročník                                     | Zápasy | Góly | Minuty | Klub                |
| ------------------------------------------ | ------ | ---- | ------ | ------------------- |
| 1. československá fotbalová liga 1992/1993 | 14     | 0    | 714    | SSK Vítkovice       |
| 1. česká fotbalová liga 1993/1994          | 9      | 0    | 718    | FC Kovkor Vítkovice |
| 2. česká fotbalová liga 1994/1995          | -      | 0    | -      | FC LeRK Brno        |
| Česká fotbalová liga 1994/1995             | -      | 0    | -      | VT Chomutov         |
| Moravskoslezská fotbalová liga 1995/1996   | -      | 0    | -      | ČSK Uherský Brod    |
| CELKEM 1. liga                             | 23     | 0    | 1 432  |                     |

## Trenérská kariéra
Po skončení hráčské kariéry se stal trenérem. V sezoně 2016/17 byl trenérem TJ Dolní Datyně-Havířov v I. A třídě Moravskoslezského kraje – sk. B (6. nejvyšší soutěž).
Poté byl trenérem mládežnických družstev MFK Havířov. Nyní je trenér A mužstva SK Horní Suché.